# Run the World (Girls)
«Run the World (Girls)» es una canción de la cantante estadounidense Beyoncé Knowles. La canción fue escrita por Terius «The-Dream» Nash, Knowles, Nick «Afrojack» van de Wall, Wesley «Diplo» Pentz, David «Switch» Taylor y Adidja Palmer, y producida por Switch, The-Dream,  Knowles y Shea Taylor. «Run the World (Girls)» se filtró en Internet el 18 de abril de 2011. La canción fue publicada más tarde el 21 de abril de 2011, como primer sencillo de su cuarto trabajo de estudio, 4. 
«Run the World (Girls)» samplea el «Pon de Floor» de Major Lazer. El título de la canción y las letras contienen «un mensaje sobre el poder de las mujeres». «Run the World (Girls)» ha dividido a los críticos, algunos felicitaron la agresividad de Knowles, mientras que otros criticaron la dirección musical de la canción. Varios críticos han comparado la canción con otros temas sobre el poder de las mujeres publicados por Knowles.
El video musical del sencillo fue dirigido por Francis Lawrence y filmado en California durante el lapso de tres días. Un adelanto del vídeo fue revelado en el sitio web oficial de Knowles el 20 de abril de 2011, que describe el vídeo como una revolución «B». En una entrevista con MTV News, el director Francis Lawrence describe el vídeo musical como «uno de los videos de música más grande que Beyoncé ha hecho nunca», comparándola con la de «Bad Romance» de Lady Gaga (2009).

Este sencillo es considerado un himno feminista, y el himno feminista de la década de 2010

## Antecedentes
En una entrevista para la emisora de radio The Capital FM Network a principios de marzo de 2011, el productor Shea Taylor confirmó que el «primer sencillo se estrenará a finales de abril». «Run the World» fue escrita por The-Dream y Beyoncé que también produjo la música junto con Switch y Shea Taylor. Diplo también contribuyó en la producción de la música, aunque él no sale acreditado en la pista. El 14 de abril de 2011, dos pequeños fragmentos de la canción se filtraron en internet.
Una demo inacabada de «Run the World (Girls)» se filtró en Internet el 18 de abril de 2011. «Run the World (Girls)» se estrenó en las radios de Estados Unidos el 21 de abril de 2011 a las 8 de la mañana,y estuvo disponible para su descarga en todo el mundo ese mismo día.

## Portada
La portada de «Run the World (Girls)» fue publicada el 20 de abril de 2011, un día antes de la publicación oficial de la canción. En la portada, Beyoncé, aparece con el pie en el suelo. Con el puño levantado, y con el brazo lleno de protectores, ella aparece con un vestido amarillo cortado, y botas apretadas. El periódico Los Angeles Times dice que la fotografía parece un «refugio de zona de guerra apocalíptica, vistiendo una escarapela de oro elaborado y  'segurando' una bandera roja con un negro 'B'»  La foto fue tomada el mismo día de la grabación del videoclip que todavía no tiene fecha de estreno.
La única crítica negativa notoria fue para, Becky Bain de Idolator, describiendo las fotos como «muy decepcionantes».

## Recepciones de la crítica
Amos Barshad describió la música para la revista New York Magazine de la siguiente manera: «'Run the World' es como una especie de monstruo - agresivo e intenso y totalmente comprometido». También consideró la canción como «francamente eficaz» y muy declarativa para ser inmediatamente familiar.

## Posicionamiento

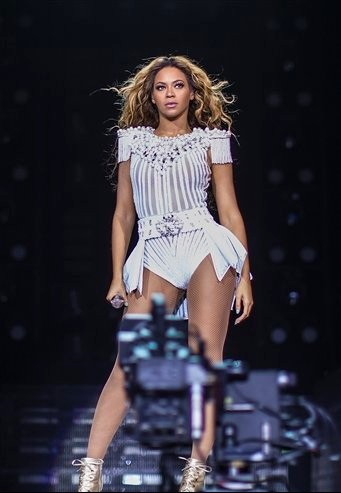
Beyonce interpretando “Run the World” durante el The Mrs. Carter Show World Tour en 2013.

| Listas (2011)                    | Posiciones |
| -------------------------------- | ---------- |
| Belgium Singles Chart (Flanders) | 22         |
| Belgium Singles Chart (Wallonia) | 30         |
| Canadian Hot 100                 | 40         |
| French Singles Chart             | 33         |
| Irish Singles Chart              | 11         |
| Italian Singles Chart            | 20         |
| Netherlands Single Top 100       |            |
| Scottish Singles Chart           | 16         |
| UK Singles Chart                 | 18         |
| US Billboard Hot 100             | 29         |
| US Hot R&B/Hip-Hop Songs         | 41         |
| Spanish Singles Chart            | 22         |